# 巴巴奧約

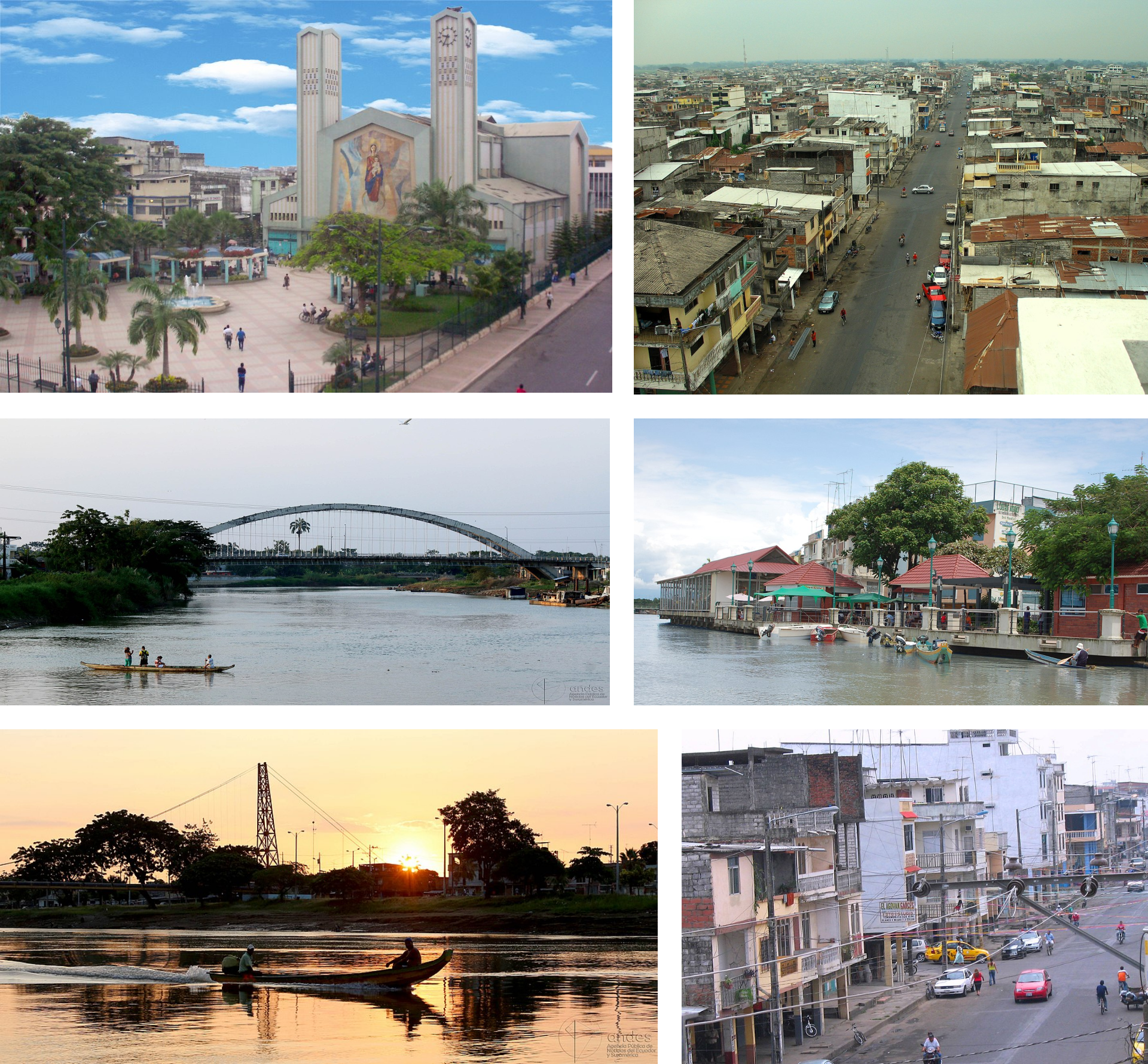
厄瓜多尔巴巴奧約市

巴巴奧約（西班牙語：Babahoyo）是厄瓜多爾的城鎮，也是洛斯里奧斯省的首府，位於該國中西部，距離首都基多327公里，始建於1869年5月27日，面積1,076平方公里，主要經濟活動是農業，2010年人口90,191。

## 外部連結
- Official Website of Babahoyo (Spanish)

1°49′S 79°31′W / 1.817°S 79.517°W